# (269485) Bisikalo
(269485) Bisikalo – planetoida pasa głównego. Została odkryta 21 października 2009 roku przez Timura Kliaczko. (269485) Bisikalo okrąża Słońce w ciągu 4,5 roku w średniej odległości 2,72 j.a.
Nazwa planetoidy pochodzi od nazwiska rosyjskiego astronoma Dmitriego Waleriewicza Bisikalo.
Planetoida ta nosiła wcześniej tymczasowe oznaczenie 2009 UQ14.